# Tobias Nicklas
Tobias Nicklas (* 9. August 1967 in Burglengenfeld) ist ein deutscher römisch-katholischer Theologe und Professor für Exegese und Hermeneutik des Neuen Testaments an der Universität Regensburg.

## Leben
Tobias Nicklas studierte nach dem Abitur von 1987 bis 1993 Mathematik und Katholische Religionslehre für das Lehramt am Gymnasium an der Universität Regensburg. Von 1994 bis 1996 setzte er seine Ausbildung als Studienreferendar in Augsburg und Gersthofen fort, anschließend war er ein Jahr als Lehramtsassessor in Regensburg tätig.
1997 nahm er ein Promotionsstudium an der Universität Regensburg auf, das er im Dezember 2000 mit einer Promotion bei Hubert Ritt zum Dr. theol. abschloss. Nach seiner Habilitation im Juni 2004 wurde ihm die Venia legendi für Neutestamentliche Wissenschaften verliehen. Im September 2004 erfolgte die Ernennung zum Privatdozenten, wiederum an der Regensburger Universität.
Tobias Nicklas lehnte im Januar 2005 einen Ruf auf die Professur für Katholische Theologie / Neues Testament an der Universität Koblenz-Landau (Campus Landau) ab. Gleichzeitig nahm er einen Ruf auf den Lehrstuhl für Exegese des Neuen Testaments an der Radboud-Universität Nijmegen (Niederlande) an. Diesen Lehrstuhl hatte er von April 2005 bis 2007 inne.
Seit 1. Oktober 2007 wirkt er als ordentlicher Professor für Exegese und Hermeneutik des Neuen Testaments an der Fakultät für Katholische Theologie der Universität Regensburg.
Neben seiner Haupttätigkeit in Regensburg wirkte Tobias Nicklas auch als Gastprofessor, u. a. in Leuven, Jerusalem, Ben-Gurion-Universität im Negev (Annual Deichmann Lectures 2013), Duke University (Kenneth-Clark Lectures 2014), Texas Christian University (2014), Friedrich-Schiller-Universität Jena (2014), Cluj-Napoca (Rumänien), Sibiu (Rumänien) und Athen.
Tobias Nicklas ist verheiratet und Vater von vier Kindern.

## Forschungsschwerpunkte
Die Arbeitsschwerpunkte von Tobias Nicklas liegen in der Erforschung antiker christlicher Apokryphen und der Geschichte der johanneischen Literatur (v. a. der Offenbarung des Johannes).
Einen weiteren Forschungsschwerpunkt bildet die frühjüdische Literatur, besonders im Hinblick auf die deuterokanonischen Schriften der Septuaginta.

## Wichtige Veröffentlichungen
- Ablösung und Verstrickung. „Juden“ und Jüngergestalten als Charaktere der erzählten Welt des Johannesevangeliums und ihre Wirkung auf den impliziten Leser (RStTh 60), Frankfurt/Main et al. 2001 [Diss. Regensburg, 2000].
- Zusammen mit Thomas Hieke, „Die Worte der Prophetie dieses Buches“: Offenbarung 22,6-21 als Schlussstein der christlichen Bibel Alten und Neuen Testaments gelesen (BThSt 62), Neukirchen-Vluyn 2003.
- Einleitung in das Neue Testament (Theologie im Fernkurs: Der christliche Glaube Grundkurs; Lehrbrief 5), Würzburg 2007 [repr. 2010].
- Zusammen mit Thomas J. Kraus & Michael Kruger, Gospel Fragments (Oxford Early Christian Gospel Texts), Oxford et al. 2008.
- Jews and Christians? Second Century ‘Christian’ Perspectives on the ‘Parting of the Ways’ (Annual Deichmann Lectures 2013), Tübingen 2014.